# Stockkläppen (Sottunga, Åland)
Stockkläppen är skär i Åland (Finland). De ligger i Skärgårdshavet och i kommunen Sottunga i landskapet Åland, i den sydvästra delen av landet. Öarna ligger omkring 33 kilometer öster om Mariehamn och omkring 240 kilometer väster om Helsingfors.
Arean för den av öarna koordinaterna pekar på är 0,8 hektar och dess största längd är 170 meter i sydväst-nordöstlig riktning. Trakten är glest befolkad. Närmaste större samhälle är Föglö, 16,0 km söder om Stockkläppen.